# Suprema Corte de Bangladesh

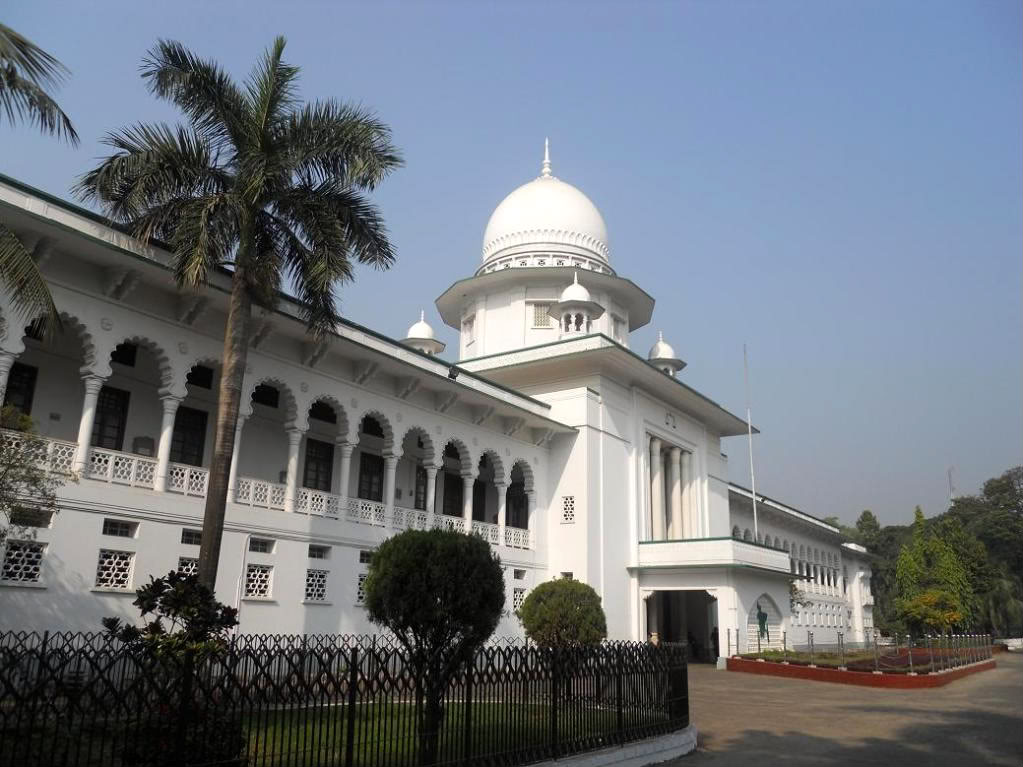
Suprema Corte de Bangladesh em Daca

A Suprema Corte' ou Supremo Tribunal de Bangladesh (bengali: বাংলাদেশ সুপ্রীম কোর্ট) é a mais alta corte judicial de Bangladesh. É composta pela High Court Division (Alta Corte) e pela Appellate Division (Divisão de Apelação) e foi criado pela Constituição de Bangladesh, adotada em 1972. É também o escritório do Juiz-Chefe, Juízes da Divisão de Apelação e Juízes da Divisão da Alta Corte de Bangladesh. En Agosto 2024, il y 2 judges a Divisão de Apelação e 82 (80 sont permanents e 2 additional) à Divisão da Alta Corte.

## Estrutura
A Suprema Corte de Bangladesh é dividida em duas partes: a Divisão da Alta Corte e a Divisão de Apelação. A Divisão da Alta Corte ouve apelações de cortes inferiores e tribunais. Também tem jurisdição original em certos casos limitados, tais como requerimentos de mandados sob o Artigo 102 da Constituição de Bangladesh, e questões de sociedades e almirantado. A Divisão de Apelação tem jurisdição para ouvir apelações da Divisão da Alta Corte. A Suprema Corte é independente do ramo executivo e pode decidir contra o governo em casos politicamente controversos.
O Juiz-Chefe de Bangladesh e outros juízes da Suprema Corte são nomeados pelo Presidente de Bangladesh com consulta prévia obrigatória ao Primeiro Ministro. O ponto de entrada para a sede dos juízes na Divisão da Alta Corte é o posto de Juiz Adicional que são nomeados entre os Advogados da Ordem dos Advogados do Supremo Tribunal e do serviço judiciário nos termos do artigo 98 da Constituição por um período de dois anos. A proporção atual dessa nomeação é de 80% a 20%. Após a conclusão bem-sucedida deste período e por recomendação do Juiz-Chefe, um Juiz Adicional é nomeado permanentemente pelo Presidente de Bangladesh, de acordo com o artigo 95 da Constituição. Os juízes da Divisão de Apelação também são nomeados pelo Presidente de Bangladesh sob a mesma disposição. Todas essas nomeações entram em vigor na data e a partir da data do juramento do nomeado, de acordo com as disposições do Artigo 148 da constituição.
Um juiz da Suprema Corte de Bangladesh ocupa o cargo até atingir a idade de 67 anos, conforme previsto pelo artigo 95 da Constituição. Um juiz que se aposenta enfrenta a incapacidade de pleitear ou agir perante qualquer tribunal ou autoridade ou ocupar qualquer cargo lucrativo a serviço da república, não sendo um cargo judicial ou quase judicial ou o cargo de Conselheiro-Chefe ou Conselheiro.
Um juiz da Suprema Corte não pode ser destituído do cargo, exceto de acordo com o disposto no Artigo 96 da Constituição, que prevê que o Conselho Judiciário Supremo dê poderes para destituir um juiz do Supremo Tribunal ao permitir ao juiz delinquente a oportunidade de ser ouvido. O conselho judicial supremo é constituído pelo Juiz-Chefe de Bangladesh e os próximos dois juízes sênior da Divisão de Apelação. Caso, a qualquer momento, o Conselho investigue a capacidade ou conduta de um juiz que seja membro do conselho judicial supremo, ou um membro do conselho está ausente ou impossibilitado de agir por motivo de doença ou outro motivo, o juiz que for o próximo em antiguidade entre os membros do conselho deverá agir como tal.
Os juízes do Supremo Tribunal são independentes nas suas funções judiciais, conforme conferido pelo artigo 94 (4) da Constituição.